# Citroën Italiana
La Citroën Italiana è stata una casa automobilistica italiana attiva dal 1924 al 1938, poi trasformatasi nell'azienda commerciale Citroën Italia.

## Storia
Nell'ambito della strategia di espansione europea della Citroën, allo scopo di aggirare i pesanti dazi doganali allora vigenti, il 5 agosto 1924 André Citroën acquistò da Nicola Romeo un appezzamento di terreno a Milano, nella zona del Portello, limitrofo agli stabilimenti Alfa Romeo. Il successivo 2 ottobre, tramite la partecipazione di due soci minoritari di nazionalità italiana, Mario Di Carrobbio e Candido Mentasti, venne fondata la Società Anonima Italiana Automobili Citroën la quale, nel dicembre dello stesso, in via Savona al civico nº 90, per dare subito inizio allo stoccaggio e assemblaggio dei pezzi inviati dalla casa madre francese, in attesa che il nuovo stabilimento del portello fosse ultimato.
La scelta non fu casuale, visto che nella stessa via aveva sede la carrozzeria Boneschi, alla quale venne temporaneamente affidato il compito di assemblare le autovetture. Il primo modello fu l'economico 5 CV, subito affiancato dal 10 B, rispettivamente corrispondenti ai modelli Type C e B2, venduti in Francia. Quest'ultimo era proposto alla cifra di 19 000 ₤, in versione torpedo.
Con l'attivazione dello stabilimento al Portello, verso la fine del 1926, la collaborazione con Boneschi ebbe termine e le operazioni di assemblaggio vennero nobilitate da una limitata attività costruttiva che, inizialmente riguardò solo la produzione locale delle sellerie e degli impianti elettrici, per poi giungere alla realizzazione dell'intera carrozzeria.
Alla fine del 1927 la Citroën Italiana riusciva a produrre 30 vetture al giorno del nuovo modello 10 C, corrispondente al francese B 14, venduto a 19 800 ₤, sempre nella versione base torpedo.
Nel 1929 furono messi in produzione i lussuosi modelli C4 e C6, mantenendo le sigle francesi. All'inizio dell'anno seguente, la Citroën Italiana tentò il salto di qualità, rinominando la C6 come Lictoria Sex, in onore al clima politico del tempo, e donando due autovetture alla regina Elena, una carrozzata torpedo e l'altra coupé-cabriolet, magnificamente allestite dalla Touring.
Pochi mesi dopo, non ancora spento l'eco della fornitura alla casa reale, veniva realizzata una vettura speciale, su autotelaio C6E, per festeggiare il giubileo sacerdotale di papa Pio XI. La vettura, riccamente dotata di accessori, trono pontificio compreso, e finemente rifinita in oro, fu lungamente esposta nei saloni di vendita di Milano e Roma, prima di essere consegnata al pontefice, il 9 giugno 1930.
Nonostante il riuscito battage pubblicitario, le nuove leggi protezioniste varate negli anni trenta, resero sempre meno vantaggiosa l'attività di assemblaggio delle vetture e la Citroën Italiana fu costretta a sospendere l'attività produttiva, trasformandosi in azienda commerciale per l'importazione di automobili dalla casa madre. Nel 1938 venne cancellato anche il nome Citroën dalla ragione sociale, divenuta SICAM (Società Italiana Costruzione Automobili Milano), poi SAI (Società Anonima Italiana) nel 1953, per ritornare con la definitiva denominazione Citroën Italia, nel 1968.